# Tibetansk varg
Tibetansk varg, Canis lupus filchneri, är en av 38 underarter av gråvarg. Den förekommer i delar av den palearktiska regionen.

## Geografisk utbredning
Den tibetanska vargen förekommer i delar av den palearktiska regionen, nämligen i de kinesiska regionerna Gansu, Qinghai och på den Tibetanska högplatån. Den förekommer också i norra Indien i Ladakh-regionen och i distriktet Lahaul och Spiti i nordöstra Himachal Pradesh. Vidare förekommer den i Nepal i Dolpa- och Mustang-distrikten.
Mellan 2005 och 2008 siktades tibetanska vargar och spillningen efter dessa, ovanför trädgränsen nordost om Nanda Devis nationalpark i den indiska delstaten Uttarakhand. 2013 rapporterade en tibetansk varg ha fotograferats vid en fotofälla på 3500 m ö.h. i närheten av Sunderdhunga-glaciären i det indiska distriktet Bageshwar.

## Taxonomi
Den tibetanska vargen beskrevs först av den brittiske zoologen Brian Houghton Hodgson 1847, då med det latinska namnet Canis lupus laniger.
1907 beskrev den tyske zoologen Paul Matschie ett exemplar som levde i Gansu- och Qinghai-regionen i Kina, som han benämnde Canis filchneri Matschie (1907). Han uppkallade vargen efter Wilhelm Filchner, en tysk upptäcktsresande som ledde en expedition från Kina till Tibet 1903-1905. I den tredje upplagan av det zoologiska verket Mammal Species of the World (2005) listade däggdjursspecialisten W. Christopher Wozencraft vargen som en underart till Canis lupus, med namnet Canis lupus filchneri.
För sin taxonomiska klassificering hänvisas ibland till dess tidigare namn, Canis lupus laniger och ibland oriktigt till Canis lupus chanco (mongolisk varg).
NCBI och Genbank listar Canis lupus laniger som tibetansk varg och Canis lupus chanco  som mongolisk varg. Det finns också relativt nya akademiska avhandlingar som refererar till den tibetanska vargen som C. l. laniger.

## Beskrivningar

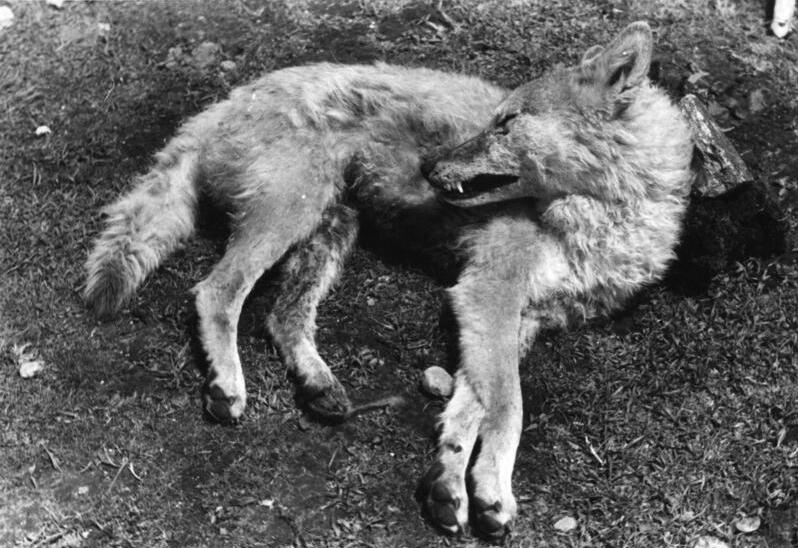
En tibetansk varg dödad vid en tysk expedition i Tibet 1938. Notera de förhållandevis korta benen.

Hodgson var först att beskriva underarten och skrev bland annat: En varg med långt utpräglat ansikte, framträdande ögonbryn, brett huvud, långa spetsiga öron. Jordbrun översida, undersida, lemmar och huvud gulvita. Inga fläckar på benen. Svansen I samfärg med kroppen, dvs. brun på översidan och gulp å undersidan och utan mörk svanstipp. Längden ungefär 45 cm och höjden 30 cm.
Den engelske zoologen Richard Lydekker beskrev underarten 1900: För att klara de kalla vintrarna på höjderna och att på samma gång harmonisera med omgivningarna har vargen utvecklat en ullig päls och också blivit mycket blekare är sina europeiska släktingar.
Den brittiske zoologist Thomas C. Jerdon beskrev 1874 den tibetanska vargen som större än den indiska vargen och känd som "chankodi" bland folket som lever vid Niti-passet vid den tibetansk-indiska gränsen i Nainitaldistriktet.